# سیتی نتورکس
سیتی نتورکس (انگلیسی: Siti Networks) شرکت رسانه‌ای هندی است، که در سال ۱۹۹۴ توسط سابهاش چاندرا تأسیس شد.